# Бойл (окръг, Кентъки)
Окръг Бойл (на английски: Boyle County) е окръг в щата Кентъки, Съединени американски щати. Площта му е 474 km², а населението - 27 697 души (2000). Административен център е град Данвил.